# Bohemia en los Juegos Olímpicos de Estocolmo 1912
Bohemia estuvo representada en los Juegos Olímpicos de Estocolmo 1912 por un total de 43 deportistas que compitieron en 8 deportes.  
El portador de la bandera en la ceremonia de apertura fue el tenista Jiří Kodl. El equipo olímpico de Bohemia no obtuvo ninguna medalla en estos Juegos.